# Sebestyén Katja
Sebestyén Katja (Sebestyén Katalin, Budapest, 1982. április 6.)  okleveles magyar bölcsész és tanár, Forrai Katalin-díjjal kitüntetett pedagógus, játszóházvezető, énekesnő, zeneszerző, dalszövegíró. A Sztárban Sztár Leszek tehetségkutató első évadának döntőse.

## Élete

### Családja
Tanár szülők gyermeke, de édesanyja révén zenész családból származik. Első házasságából egy fiú, Levente és egy lány, Lilla édesanyja. Első férjétől több, mint 16 év házasság után 2021 év elején vált el. Második házasságkötése 2021. július 17-én volt, ebből a házasságából egy kislánya, Patrícia és egy kisfia Patrik született.

### Iskolái
Magyarországon a Hriszto Botev Bolgár–Magyar Általános Iskola és Gimnáziumba járt, majd az Eötvös Loránd Tudományegyetem Bölcsészettudományi Karán tanult bolgár-orosz szakon nyelvészetet és irodalomtudományt, ahol 2017 januárjában szerezte meg bölcsész diplomáját. Az Eötvös Loránd Tudományegyetem Pedagógiai és Pszichológiai karán 2017 februárjában pedagógusi diplomát szerzett.

### Művészként
Eredetileg vendéglátó zenész. Kiskora óta foglalkozik, furulyázással, zongorázással, gitározással és énekléssel. 16 éves kora óta rendszeresen vannak fellépései. Több mint 40 nyelven énekel, és 10 nyelven beszél társalgási szinten. Katja nem mindennapi énektechnikájáról ismert. A balkáni népzenéből ismert "csuklatós" éneklés, amely inkább egy duda hangjára hasonlít, és a német népzenéből ismert jódlizás – amely stílusoknak Magyarországon rajta kívül kevés képviselője van -, jellemzik leginkább Katja énekstílusát. Éppen ezért rendszeres fellépője a soroksári búcsúknak, ahol mind a "balkáni csuklatást", mind a jódlit szívesen adja elő. Helyi német közösségek, jódlizása miatt kedvelik.
Jelenleg a Váci utca egyik nívós éttermének zenésze, a Jerusalem Express Klezmer Orchestra és a Dve Gitari Duó énekesnője. 2012 januárja óta a "Shubidoo Wap" Újpesti Bölcsődei dolgozók női kórusának karvezetője. A Panslavia/Pánszlávia Kórus tagja és egyik művészeti vezetője. RS Színház, Spinoza Színház, Erkel Operastúdió gyakori fellépő művésze. 2011 óta már tagja is az Újpesti Erkel Operastúdiónak. Zeneszerző, dalszövegíró, költő, festő, tolmács, játszóházvezető, karvezető.

## Színházi és filmes szerepei
- W. A. Mozart: Figaro házassága – Erkel Operastúdió – Marcellina (Figaro édesanyja)[11]
- W. A. Mozart: Varázsfuvola – Erkel Operastúdió – Dáma (Éj királynő udvarhölgye)
- J. Strauss: Egy éj Velencében – Erkel Operastúdió – Agricola (Barbaruccio felesége)
- Erdődi Gábor: Egy maximalista Sóhaja – RS Színház – énekelt versek[12]
- XX. századi orosz irodalom nagyjai: Ó, te éj gyógyíthatatlan... – Spinoza Színház – énekelt versek[13]
- J. Offenbach: Kékszakáll – Erkel Operastúdió – veszekedős parasztlány, báli dáma
- J. Offenbach: Kékszakáll – Erkel Operastúdió – Lujza (Kékszakáll első felesége)
- J. Strauss: Denevér – Erkel Operastúdió – orosz népi énekes, báli dáma
- J. Strauss: Denevér – Erkel Operastúdió – Orlovszky herceg/nő
- Berki Patrik: Kísértés az erdő mélyén (horror film) – Miss Roberts (egy egyetemi matek tanárnő)[14]

## Eredményei
Kisgyerekként szüleivel és testvéreivel Moszkvában élt. Ott ismerte és szerette meg az orosz kultúrát.
- 2010 novemberében, Kaposváron, a Magyarországon élő oroszok által szervezett Orosz Zenei Művészeti Fesztivál keretén belül szervezett művészeti verseny "ének" kategóriájának első helyezettje lett.[15]
- 2011 novemberében Oroszországban, Szentpéterváron a külföldieknek tartott Orosz Nyelv Nemzetközi Világversenyén (МАПРЯЛ 1. Всемирный фестиваль русского языка) megosztott első helyezést ért el a Dve Gitari Duó (László Anna Regina és Sebestyén Katja) dal kategóriában.[16]
- A Csillag születik 2. szériájának egyik felfedezettje.[17] Az énekesnő elmondása szerint őt a „multikulti” kifejezés jellemzi a leginkább. Adásban előadott dalai: Jódli dal (zene: tiroli népdal, magyar szöveg: Sebestyénné Cseke Ilona, Sebestyén Katja), Bubamara (zene, szöveg: Goran Bregović/tradicionális délszláv dal), Nem vagyok tökéletes – balkáni verzió (zenéjét és szövegét átdolgozta: Sebestyén Katja, eredeti zene: Sidlovics Gábor, szöveg: Sidlovics Gábor és Nagy Gábor)
- 2017 júliusában a Dve Gitari Duóval képviselte Magyarországot, Budapestet, Paksot Oroszországban a ROSZATOM országai és városai számára rendezett "U235" Nemzetközi Zenei Fesztiválon, ahol "bárdzene" műfajban duettek/együttesek kategória 1. helyezettje lett a duó.[18]
- 2018 októberében, Budapesten, a Magyarországon élő oroszok által szervezett Orosz Zenei Művészeti Fesztivál keretén belül szervezett művészeti verseny "ének" kategóriájának első helyezettje lett a Panslavia kórus, amelynek Sebestyén Katja tagja és egyik művészeti vezetője.[19]
- 2019 júniusában Forrai Katalin-díjban részesült – "Forrai Katalin zenepedagógiai örökségének, a bölcsődei nevelés alapértékeként való közvetítéséért" Szombathely, 2019. június 28.
- 2019-ben a Sztárban sztár leszek! című televíziós tehetségkutató döntőse.[20] A válogatók során a Boney M. Rasputin című dalát adta elő orosz nyelven, orosz népi stílusban, ezzel bekerült a tehetségkutató középdöntőjébe. A középdöntőben Netta Toy című 2018-as Eurovíziós Dalfesztivál-győztes dalának előadásával továbbjutott az élő showba. Első élő showban Rag'n'Bone ManGiant című dalával továbbjutott. Második élő show-ban Judy (Groovehouse) Vándor című dalával jutott tovább a következő élő show-ba. Harmadik élő show-ban Falusi Mariannt alakította a Padödöből. Negyedik élő adásban Cee Lo Green-t formálta meg a Forget you című dalban, majd Beyonce volt az I'm a survivor című dalban. Ötödik adásban először Oláh Ibolya Magyarország című dalát énekelte, majd Izora Armstead It's raining men című dalát adta elő, ezzel bejutott az elődöntőbe, ahol Luciano Pavarotti Nessun Dorma című áriájával és a Zanzibár zenekarból ismert Terecskei Rita bőrébe bújva a teljes zenekar kíséretében a Szólj már című dallal jutott tovább a döntőbe. Döntőben a 4. helyen végzett Bangó Margit Hosszú fekete haj dalát Rigó Jancsi, ismert mulatós énekessel duóban adta elő, majd a francia énekesnőtől Zaztól a Je veux dalát énekelte, ahol maga Katja szájtrombitázott is.
- 2020 februárjában Zámbó Jimmy Emlékdíjban részesült – Zámbó Jimmy szellemiségét zenei munkásságával méltóképpen őrzi és képviseli – Budapest, 2020. február 29.[21]
- 2020-ban a koronavírus miatt kialakult digitális oktatásra kényszerült diákok számára "Daloló történelem" címmel történelem, irodalom, ének tanuláshoz készített segédvideókkal jelentkezik, ahol dalokon keresztül segít megértetni egyes anyagrészt. Munkái többször is bekerültek az Újpesti-Net-Nebuló programsorozatba is.
- 2020-ban a Dve Gitari Duóval részt vett egy nemzetközi videóprojektben. Az oroszországi Stargorod Együttes Oroszország kiváló érdemes művészeivel együtt videómontázst készített, ahol Csehországtól Japánig vettek részt énekesek, színészek a Katjusha című dalt elénekelve. Magyarországot sebestyén Katja és László Anna képviselte. A videómontázs a 2. Világháború európai befejezésének 75-dik évfordulójára készült.

## Diszkográfia[22]
- Jónás Könyve Rockopera – 1999 (William Byrd Kórus – szoprán szólistája) – Kiadó: Premier Art Records, Terjesztő: Universal Music Kft. Kereskedelmi Központ
- Katja: Sing for You (Neked énekelek) – 2002 Első szólólemez – Kiadó: Dental Travel gmbh Svájc, Terjesztő: Dental Travel gmbh Svájc
- Galga Express Band és Kátja – 2006 Néhány szám erejéig közreműködött az együttessel – Kiadó: Galga Express Band,Terjesztő: Galga Express Band
- Sebestyén Katja: Multikulti – 2009 szólólemez – Kiadó: Sebastian és társa Bt.,Terjesztő: Sebastian és társa Bt.
- Dve Gitari Duó: Válogatás – 2010 (László Anna és Sebestyén Katja) saját kiadású lemez
- Dve Gitari Duó: Koncert – 2012 (László Anna és Sebestyén Katja) Saját kiadású lemez
- JEKO (Jerusalem Express Klezmer Orchestra): Children of Jerusalem – 2014 (Az együttes énekesnője) – Kiadó: Eckstein Records, Terjesztő: Eckstein Records
- Shubidoo Wap Kórus: Énekeljünk együtt – 2018, válogatás gyermekdalokból az újpesti bölcsődei dolgozók kórusának előadásában – Karvezető: Sebestyén Katja, Producer: Újpest Önkormányzata, Újpesti Bölcsőde Központ. Felelős kiadó: Kocsis Ildikó Edit. Terjeszti: Újpest Önkormányzata, Kocsis Ildikó Edit és Sebestyén Katja.

## Televíziós műsorokban
2009 – RTL klub – Csillag születik
2019 – TV2 – Sztárban Sztár Leszek
2020 – Zenebutik TV – Dalpresszó
2020 – Zenebutik TV – Bakelit Fesztivál
2022 – TV2 – Vigyázat gyerekkel vagyok
2023 – Zenebutik TV – Esti lokál Siroki Józseffel
2023 – Duna TV – Ridikül
2023 – TV2 – Szerencsekerék

## Dalai
| Dalai                                                                            |
| -------------------------------------------------------------------------------- |
| 2023 – Bolond nyár (zeneszerző, dalszövegíró: Müller Gabriello)                  |
| 2023 – A Balaton vár (zeneszerző, dalszövegíró: Müller Gabriello)                |
| 2023 – A szél (zeneszerző, dalszövegíró: Cseke János)                            |
| 2023 – Megjött, itt van gyönyörű kislány (zeneszerző, dalszövegíró: Cseke János) |
| 2023 – Karácsonyi dal (zeneszerző, dalszövegíró: Cseke János)                    |
| 2020 – Pedró kocsmájában                                                         |
| 2020 – Angyal – feat. Turcsányi Tibor                                            |
| 2020 – Katjusha – Stargorod Együttes és Dve Gitari Duó                           |
| 2020 – Missis Molett fotómodell – feat. Napsugár Anna                            |
| 2020 – Élj és remélj! – feat. Turcsányi Tibor                                    |
| 2019 – Rasputin – russian version (Sztárban Sztár leszek)                        |
| 2011 – Indulj el egy úton                                                        |
| 2009 – Nem vagyok tökéletes – balkanic version (Csillag Születik)                |
| 2009 – Bubamara (Csillag Születik)                                               |
| 2009 – Jódli dal (Csillag Születik)                                              |
| 2009 – Madárka                                                                   |
| 2008 – Amikor mindent hátra hagyva mentünk (JEKO Orchestra-Exodus)               |
| 2002 – Gelem,gelem                                                               |
| 2002 – Cielito Lindo                                                             |
| 1998 – Emlékek                                                                   |

| Sztárban Sztár Leszek! műsorbasn előadott dalai                                                             |
| --- |
| Döntő: Je veux (Zaz)                                                                                        |
| Döntő: Hosszú fekete haj (duó, Katja Bangó Margit volt)                                                     |
| Elődöntő: Szólj már! (Terecskei Rita)                                                                       |
| Elődöntő: Nessun dorma (Luciano Pavarotti)                                                                  |
| Ötödik élő show: It's raining men (duóban, Katja Izora Armstead volt)                                       |
| Ötödik élő show: Magyarország (Oláh Ibolya)                                                                 |
| Negyedik élő show: I'm a survivor (trióban, Katja Beyonce volt)                                             |
| Negyedik élő show: Forget you (Cee Lo Green)                                                                |
| Harmadik élő show: Byby Szása, Azt csinálok amit én akarok,Te vagy a legjobb dolog a héten (Falusi Mariann) |
| Második élő show: Vándor (Judy)                                                                             |
| Első élő show: Giant (Rag'n'Bone Man)                                                                       |
| Középdöntő: Toy (Netta Barzilai)                                                                            |
| Válogató: Rasputin (Nadezsda Kadisheva hangján, oroszul, gitárral)                                          |